# 凯姆施泰特
凯姆施泰特（德語：Kehmstedt，發音：[ˈkeːmʃtɛt]）是德国图林根州诺德豪森县的市镇，面积11.41平方千米，2023年12月31日人口为446人。